# Гетто в Кричеве
Гетто в Кри́чеве (лето 1941 — ноябрь 1941) — еврейское гетто, место принудительного переселения евреев города Кричев Могилёвской области и близлежащих населённых пунктов в процессе преследования и уничтожения евреев во время оккупации территории Белоруссии войсками нацистской Германии в период Второй мировой войны.

## Оккупация Кричева и создание гетто
Город Кричев был захвачен немецкими войсками 17 июля 1941 года, и оккупация продлилась до 29 (30) сентября 1943 года.
После оккупации немцы, реализуя нацистскую программу уничтожения евреев, организовали в городе гетто. 150 евреев под руководством Сони Примак оказали сопротивление, не подчинились приказу немцев перебраться в гетто и скрылись в лесу. Они обратились в соседний партизанский отряд с просьбой принять их, но получили отказ и без поддержки вскоре были убиты карателями.

## Условия в гетто
Первоначально в гетто оказались 80 (30) еврейских семей — почти только женщины, старики и дети.
По данным расследования комиссии ЧГК, узников не кормили, но ежедневно использовали на принудительных работах, в основном, на ремонте дорог. Над ними всячески издевались, запрягали в телеги и заставляли возить воду. Тех, кто от истощения не мог работать, избивали палками.

## Уничтожение гетто
Гетто просуществовало два месяца, евреев оставили жить в своих домах.
Осенью 1941 года на территории цементного завода были убиты 80 еврейских семей. Перед смертью их избили, заставили вырыть себе могилу и расстреляли.
В октябре 1941 года во рву около льнозавода в урочище Крутая Дебра были убиты ещё 130 евреев. Во время этой «акции» (таким эвфемизмом нацисты называли организованные ими массовые убийства) одна женщина по фамилии Шуфер смогла убежать, но через месяц немцы её поймали, пытали и убили.
Ещё одно место расстрела кричевских евреев — недалеко от города у деревни Прудок.
Есть свидетельство, что зимой 1941 года по шоссе от Черикова к Кричеву немцы и полицейские гнали колонну полностью раздетых евреев — в мороз примерно 40°. Упавших убивали на месте.

## Память
Точное число жертв геноцида евреев в Кричеве неизвестно. Опубликованы их неполные списки.
Михлин из Ленинграда, у которого в Кричеве около льнозавода был расстрелян отец, после войны организовал перезахоронение останков убитых на еврейское кладбище и поставил там памятник. Также, судя по воспоминаниям, часть останков из братской могилы у льнозавода были перенесены в место, где потом возвели Курган памяти на улице Комсомольской.
Ещё один памятник установлен возле проходной кричевского цементно-шиферного завода, где находился лагерь военнопленных и где были расстреляны многие евреи Кричева.
Также памятник установлен в районе цементного завода на улице Фрунзе.
На месте расстрела военнопленных и мирных жителей, в том числе и евреев, возле деревни Прудок возведён мемориальный комплекс.